# Betriebskrankenkasse Herford Minden Ravensberg
Die Betriebskrankenkasse Herford Minden Ravensberg (BKK HMR) war eine deutsche Krankenkasse aus der Gruppe der Betriebskrankenkassen mit Sitz in Herford. Sie fusionierte zum 1. Januar 2022 mit der BKK Melitta Plus zur BKK Melitta HMR.

## Geschichte
Die BKK HMR entstand 1996 durch den Zusammenschluss der bis dahin selbstständigen Betriebskrankenkassen EMR (Elektrizitätswerk Minden-Ravensberg GmbH, gegründet 1914) und Kreis Herford (gegründet 1919). Die Öffnung für Mitglieder aus ganz Nordrhein-Westfalen erfolgte im Jahre 2003. Bis zu diesem Zeitpunkt hatte die BKK HMR 10.412 Versicherte (30. Juni 2013). Am 1. Januar 2009 fusionierte sie mit der BKK Lafarge Dachsysteme in Petershagen.
Die BKK HMR wurde zum 1. Januar 2022 mit der BKK Melitta Plus zur neuen BKK Melitta HMR fusioniert.

## Besonderheit

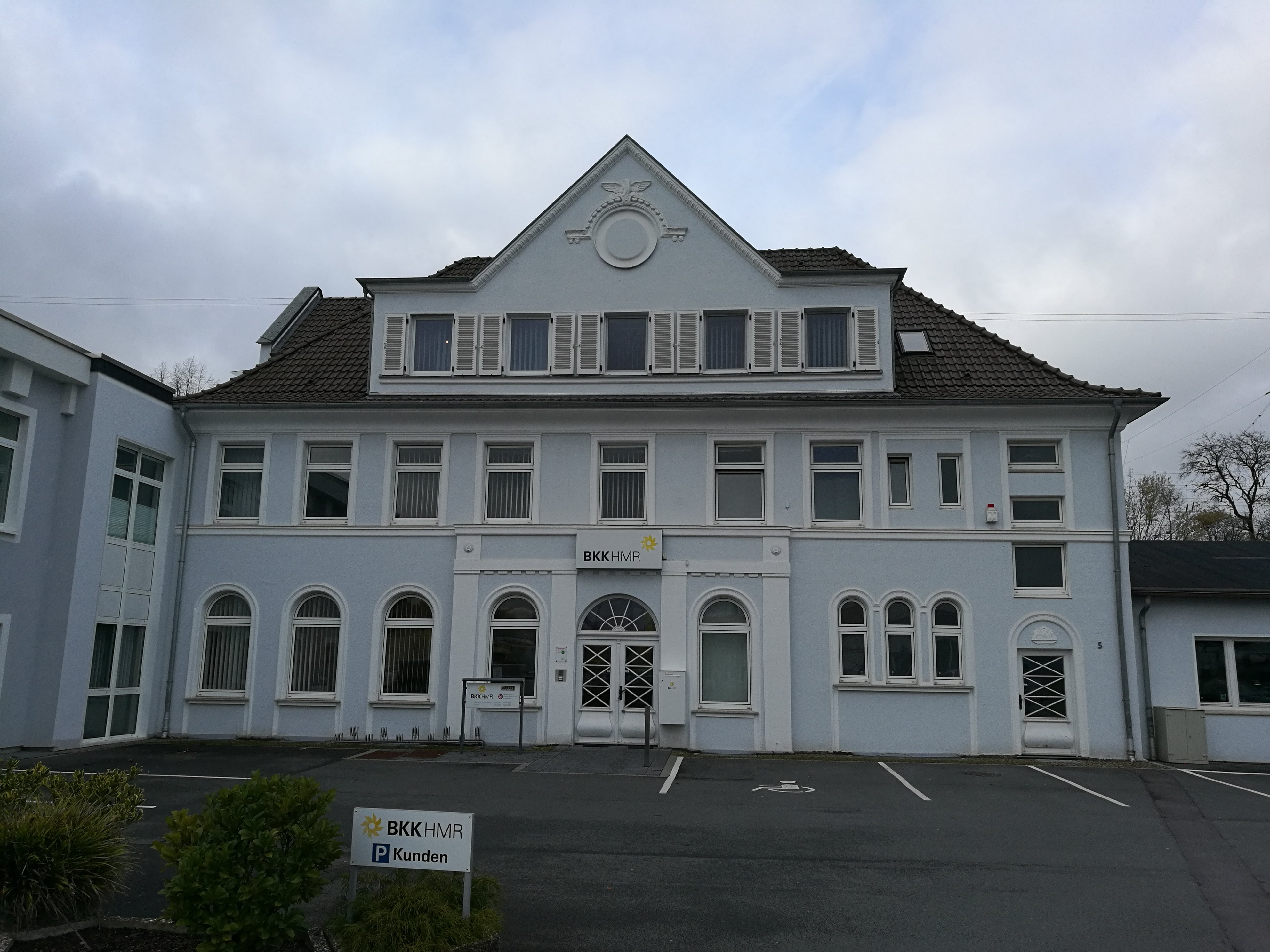
BKK HMR Verwaltung Herford

Ihren Sitz hatte die Kasse im ehemaligen Herforder Kleinbahnhof, einem Gebäude der Herforder Kleinbahn. Im Rahmen eines vorherigen Zusammenschlusses mit der Betriebskrankenkasse für die Beschäftigten der Herforder Kleinbahn versicherte die BKK außerdem die meisten der ehemaligen Beschäftigten. Dieser Bezug wurde auch durch verschiedene Projekte mit dem Kleinbahnmuseum in Enger unterstrichen.

## Geschäftsgebiet
Seit dem 1. Januar 2009 war die BKK HMR für folgende Bundesländer geöffnet: Baden-Württemberg, Bayern, Brandenburg, Hessen, Niedersachsen, Nordrhein-Westfalen, Sachsen, Sachsen-Anhalt und Schleswig-Holstein. Gesetzlich Krankenversicherte mit Wohn- oder Beschäftigungsort in einem dieser Bundesländer konnten die BKK HMR wählen.
In insgesamt zwei Kundencentern in Herford und Petershagen waren 50 Mitarbeiter beschäftigt. Der Vorstand war Thomas Sielemann.
Insgesamt wurden mehr als 21.500 Versicherte betreut. Traditionell war die BKK Herford Minden Ravensberg mit ihren Angeboten regional ausgerichtet. Daneben zählte die BKK in der Vergangenheit zu den bundesweit günstigsten Krankenkassen und erhob auch seit Einführung des Gesundheitsfonds keinen Zusatzbeitrag.
Der Etat für 2013 hatte ein Volumen von knapp 46,5 Millionen Euro. Der Zusatzbeitrag stieg 2020 auf 1,35 Prozent.
Die BKK HMR war Mitglied der Arbeitsgemeinschaft der Betriebskrankenkassen in Ostwestfalen-Lippe (BKK ARGE OWL) sowie dem Dachverband der Betriebskrankenkassen (BKK Dachverband).

## Trägerunternehmen
Die ursprünglichen Trägerunternehmen setzten sich aus den folgenden Unternehmen zusammen:
- Elektrizitätswerk Minden-Ravensberg GmbH (jetzt E.ON Westfalen-Weser AG)
- Verkehrsbetriebe Minden-Ravensberg (VMR) GmbH
- Kreis Herford
- Klinikum Herford
- Sparkasse Herford
- Teleos Gesellschaft für Telekommunikation und Netzdienste Ostwestfalen-Schaumburg mbH, jetzt EWE TEL
- Monier GmbH (seit Fusion mit der BKK Lafarge Dachsysteme GmbH zum 1. Januar 2009)

## Regionale Ausrichtung
Neben einer Konzentration auf die Trägerunternehmen war die BKK Herford Minden Ravensberg außerdem regional ausgerichtet. Viele der Zusatzleistungen wurden daher in Ostwestfalen angeboten, wie beispielsweise besondere Verträge im zahnärztlichen Bereich oder der integrierten Versorgung.

## Weblink
- Offizielle Website